# Três Nações 2010
O Três Nações 2010 foi a XV edição do Torneio, a competição esportiva internacional anual de rugby entre a Austrália (Wallabies), Nova Zelândia (All Blacks) e a África do Sul (Springboks).
O torneio foi disputado entre os dias 10 de Julho e 11 de Setembro.
Os times competem um com o outro em uma série de três jogos, vencedora foi a seleção neozelandesa os All Blacks (10º título), ganhando a Copa Bledisloe (contra a Austrália).

## Jogos
| 10 de Julho de 2010 |         |               |                     |
| Nova Zelândia       | 32 - 12 | África do Sul | Eden Park, Auckland |
|                     |         |               | Eden Park, Auckland |

| 17 de Julho de 2010 |         |               |                             |
| Nova Zelândia       | 31 - 17 | África do Sul | Westpac Stadium, Wellington |
|                     |         |               | Westpac Stadium, Wellington |

| 24 de Julho de 2010 |         |               |                           |
| Austrália           | 30 - 13 | África do Sul | Suncorp Stadium, Brisbane |
|                     |         |               | Suncorp Stadium, Brisbane |

| 31 de Julho de 2010 |         |               |                           |
| Austrália           | 28 - 49 | Nova Zelândia | Etihad Stadium, Melbourne |
|                     |         |               | Etihad Stadium, Melbourne |

| 7 de Agosto de 2010 |         |           |                           |
| Nova Zelândia       | 20 - 10 | Austrália | AMI Stadium, Christchurch |
|                     |         |           | AMI Stadium, Christchurch |

| 21 de Agosto de 2010 |         |               |                          |
| África do Sul        | 22 - 29 | Nova Zelândia | FNB Stadium, Joanesburgo |
|                      |         |               | FNB Stadium, Joanesburgo |

| 28 de Agosto de 2010 |         |           |                                   |
| África do Sul        | 44 - 31 | Austrália | Loftus Versfeld Stadium, Pretória |
|                      |         |           | Loftus Versfeld Stadium, Pretória |

| 4 de Setembro de 2010 |         |           |                                  |
| África do Sul         | 39 - 41 | Austrália | Free State Stadium, Bloemfontein |
|                       |         |           | Free State Stadium, Bloemfontein |

| 11 de Setembro de 2010 |         |               |                         |
| Austrália              | 22 - 23 | África do Sul | Telstra Stadium, Sydney |
|                        |         |               | Telstra Stadium, Sydney |

## Classificação
| Seleção       | Vitórias | Empates | Derrotas | Pontos a favor | Pontos contra | Pontos +/- | Bonus | Pontos |
| ------------- | -------- | ------- | -------- | -------------- | ------------- | ---------- | ----- | ------ |
| Nova Zelândia | 6        | 0       | 0        | 184            | 111           | +73        | 3     | 27     |
| Austrália     | 2        | 0       | 4        | 162            | 188           | -26        | 3     | 11     |
| África do Sul | 1        | 0       | 5        | 147            | 194           | -47        | 3     | 7      |

Pontuação: Vitória=4, Empate=2, Derrota=0, Bônus para equipe que fizer 4 ou mais tries = + 1, Bônus para equipe que perder por 7 pontos ou menos = + 1.

## Campeã
| Três Nações 2010                               |
| ---------------------------------------------- |
| Nova Zelândia (All Blacks) Campeã (10º título) |